# Kagoshima (zatoka)
Zatoka Kagoshima (jap. 鹿児島湾 Kagoshima-wan) – zatoka morska w Japonii, głęboko (na 80 km) wcinająca się w południowe wybrzeże wyspy Kiusiu. Oddziela półwysep Satsuma od półwyspu Ōsumi.
Na zachodnim brzegu zatoki leży portowe miasto Kagoshima, będące stolicą prefektury Kagoshima.
Administracyjnie leży w prefekturze Kagoshima.
Zatoka nosi także nazwę Kinkō (Kinkō-wan) i została ona użyta w nowej nazwie Parku Narodowego Kirishima Kinkō-wan wydzielonego w 2012 roku z Parku Narodowego Kirishima-Yaku.